# Mimizuka
Mimizuka (耳塚 Montículo de orejas?) —alterado del nombre original Hanazuka (鼻塚 Montículo de narices?)— es un monumento en Kioto (Japón) dedicado a las narices cortadas de soldados y civiles coreanos asesinados, así como a las tropas de la China Ming, que fueron tomadas como trofeos de guerra durante las invasiones japonesas de Corea de 1592 a 1598. El montículo consagra las narices cortadas de al menos 38 000 coreanos y más de 30 000 chinos asesinados durante las campañas de Toyotomi Hideyoshi.

## Historia
Tradicionalmente, los guerreros japoneses traían las cabezas de los enemigos muertos en el campo de batalla como prueba de sus hazañas. La recolección de narices en lugar de cabezas se convirtió en habitual durante la segunda invasión coreana. En un inicio, los comandantes daimyō pagaban una remuneración a los soldados en función de las cabezas cortadas al enviarlas a las estaciones de recolección, donde los inspectores las contaban, registraban, salaban y empaquetaban meticulosamente con destino a Japón. Sin embargo, debido a la cantidad de civiles y soldados asesinados y las condiciones de hacinamiento en los barcos que transportaban tropas, era mucho más fácil traer narices en lugar de cabezas enteras. Hideyoshi insistió especialmente en recibir narices de personas que los samuráis habían matado como prueba de que sus hombres realmente estaban asesinando gente en Corea.
Los cronistas japoneses sobre la segunda campaña invasora mencionan que las orejas cortadas también eran de civiles comunes, principalmente en las provincias de Gyeongsang, Jeolla y Chungcheong.  En la segunda invasión, las órdenes de Hideyoshi fueron las siguientes:

Derribar a todos universalmente, sin discriminar entre jóvenes y viejos, hombres y mujeres, clérigos y laicos —soldados de alto rango en el campo de batalla, por supuesto, pero también la gente de la montaña, hasta los más pobres y mezquinos— y enviar las cabezas a Japón.

Ciento sesenta mil tropas japonesas llegaron a Corea, donde se habían llevado 185 738 cabezas de los locales y 29 014 de víctimas chinas, un total de 214 752. Como algunas podrían haber sido desechadas es imposible enumerar la cantidad de personas que murieron en total durante la guerra.

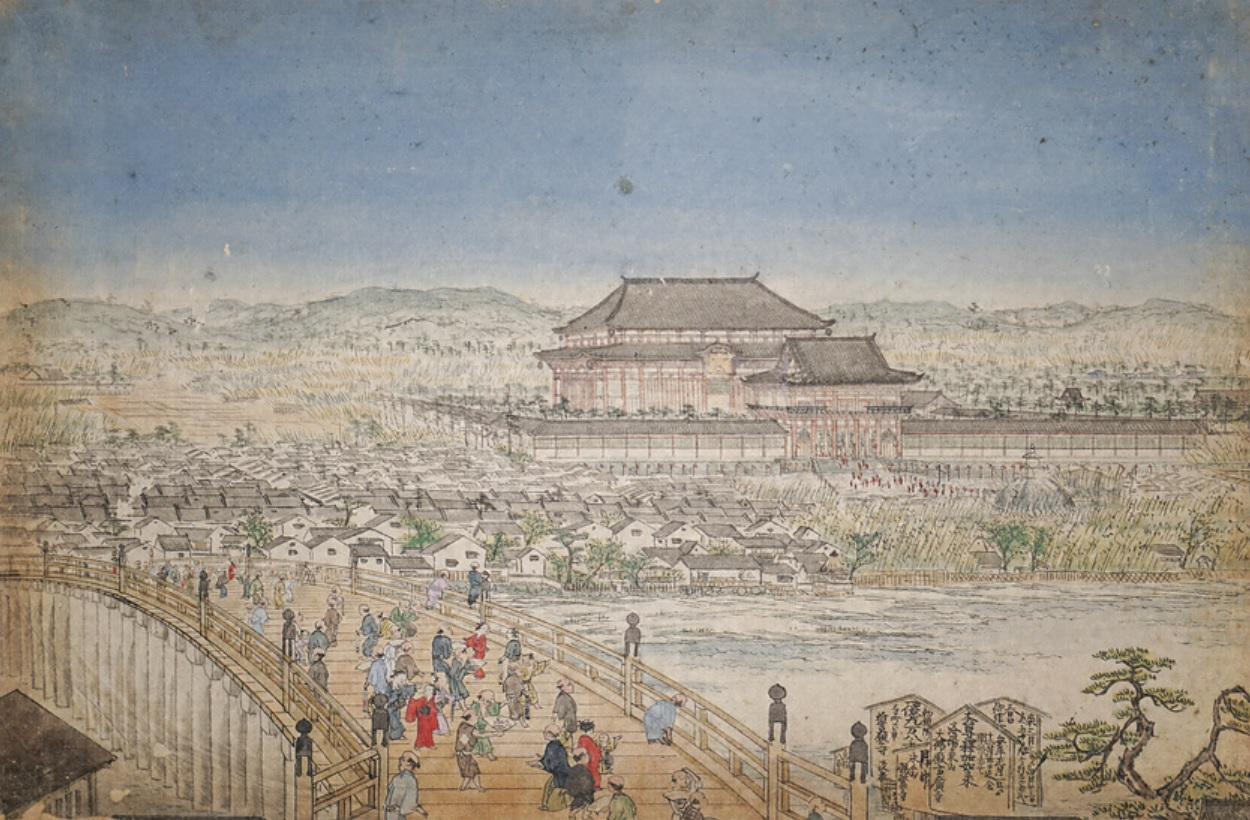
El Hōkō-ji en Kioto, con el Mimizuka al frente.

Después de las invasiones, Mimizuka se inauguró el 28 de septiembre de 1597. Aunque se desconocen las razones exactas de su construcción, los estudiosos sostienen que durante la segunda invasión japonesa en 1597, Toyotomi Hideyoshi exigió a sus comandantes mostrar su valor marcial, por lo que llegó a mandar cartas de felicitación a sus guerreros de alto rango en el campo como prueba de su servicio. Hideyoshi luego ordenó que las reliquias fueran sepultadas en un santuario en los terrenos del templo Hōkō-ji en Kioto. De este modo, mandó a los sacerdotes budistas a rezar por el descanso de las almas de los cientos de miles de coreanos de cuyos cuerpos procedían; un acto que el sacerdote principal, Saishō Jōtai (1548-1608), aclamaría como un signo de la «gran misericordia y compasión» de Hideyoshi. Inicialmente, el santuario era conocido como hanazuka (鼻塚), que significa «montículo de narices», pero varias décadas más tarde se consideró un nombre demasiado cruel y se cambió por el más eufónico pero inexacto mimizuka (耳塚), «montículo de orejas», nombre que mantiene en la actualidad. Otras «tumbas de nariz» que datan del mismo período se encuentran en otras partes de Japón, como en Okayama.

### Efecto en las relaciones diplomáticas modernas

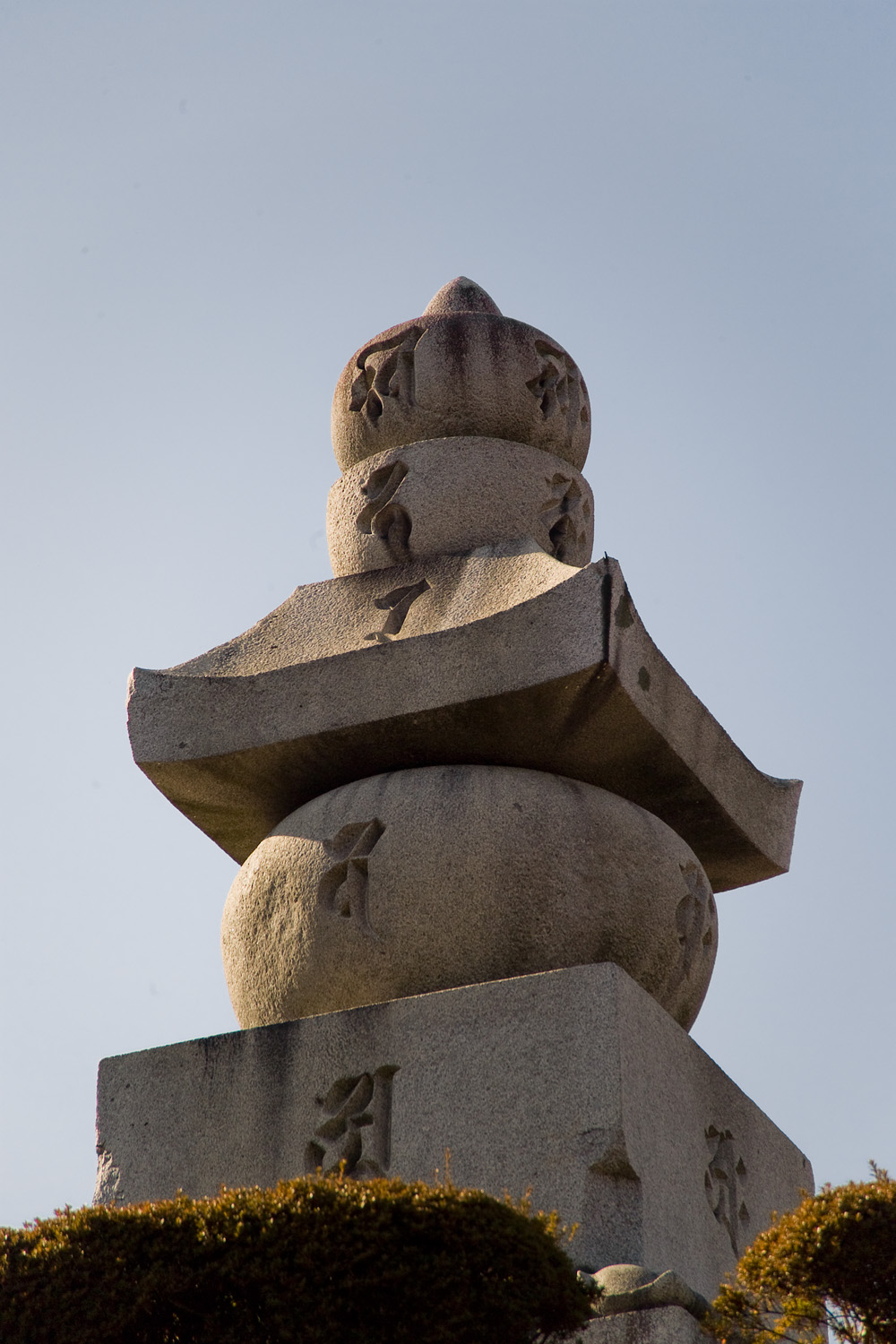
El gorintō sobre el montículo en el Mimizuka.

El monumento es casi desconocido para el público japonés, a diferencia de los coreanos. El historiador británico Stephen Turnbull llamó a Mimizuka «la atracción turística menos mencionada y más evitada de Kioto». Una placa, que posteriormente se retiró, se encontraba frente al montículo en la década de 1960 con el siguiente escrito: «No se puede decir que cortar la nariz fuera tan atroz según el estándar de la época». La mayoría de las guías no mencionan el lugar, y solo unos pocos turistas japoneses o extranjeros visitan el monumento.
En 1982, ni un solo libro de texto escolar japonés mencionaba al Mimizuka. A partir de 1997, se hace referencia al montículo en aproximadamente la mitad de todos los libros de texto de historia de la escuela secundaria según Shigeo Shimoyama, funcionario de la editorial Jikkyo. El editor publicó el primer libro de texto japonés que lo menciona a mediados de la década de 1980. El Ministerio de Educación de Japón en ese momento se opuso a la descripción como «demasiado vívida» y presionó al editor para que redujera el tono y también elogiara a Hideyoshi por consagrar el montículo para almacenar los espíritus de las personas asesinadas.
En la década de 1970, bajo la administración de Park Chung-hee, algunos de los funcionarios del gobierno de Corea del Sur pidieron a Japón que nivelara el monumento. Sin embargo, la mayoría de los surcoreanos manifestaron que el montículo debería permanecer en el país nipón como un recordatorio del «pasado salvaje». En 1990, el monje coreano Pak Sam-jung viajó hasta Kioto con el apoyo de una organización local privada para concluir una ceremonia frente a la tumba. Durante los seis años siguientes, la organización encabezó una campaña para el regreso de los restos a Corea. Sin embargo, el gobierno japonés concluyó que, al ser un bien cultural nacional designado oficialmente, debía permanecer en el lugar.